# Exocentrus pseudandamanensis
Exocentrus pseudandamanensis är en skalbaggsart som beskrevs av Stephan von Breuning 1957. Exocentrus pseudandamanensis ingår i släktet Exocentrus och familjen långhorningar.
Artens utbredningsområde är Myanmar. Inga underarter finns listade i Catalogue of Life.